# Boletín americanista
El Boletín americanista és una revista científica fundada el 1959, editada per Revistes Científiques de la Universitat de Barcelona (RCUB) i Edicions UB, especialitzada en l'àmbit de la història d'Amèrica. Amb una freqüencia de publicació semestral (bianual) des de l'any 2010, el Boletín segueix el sistema d'avaluació d'experts externs (peer-review), i està indexada a bases de dades bibliográfiques com SCOPUS, SJR o Dialnet, entre d'altres.